# La Berthenoux
La Berthenoux és un municipi francès, situat al departament de l'Indre i a la regió de Centre – Vall del Loira. L'any 2007 tenia 471 habitants.

## Demografia

### Població
El 2007 la població de fet de La Berthenoux era de 471 persones. Hi havia 210 famílies, de les quals 66 eren unipersonals (25 homes vivint sols i 41 dones vivint soles), 82 parelles sense fills, 58 parelles amb fills i 4 famílies monoparentals amb fills.
La població ha evolucionat segons el següent gràfic:
Habitants censats

### Habitatges
El 2007 hi havia 320 habitatges, 218 eren l'habitatge principal de la família, 62 eren segones residències i 40 estaven desocupats. 315 eren cases i 4 eren apartaments. Dels 218 habitatges principals, 177 estaven ocupats pels seus propietaris, 34 estaven llogats i ocupats pels llogaters i 7 estaven cedits a títol gratuït; 3 tenien una cambra, 18 en tenien dues, 46 en tenien tres, 66 en tenien quatre i 84 en tenien cinc o més. 158 habitatges disposaven pel capbaix d'una plaça de pàrquing. A 111 habitatges hi havia un automòbil i a 82 n'hi havia dos o més.

### Piràmide de població
La piràmide de població per edats i sexe el 2009 era:
| Homes | Edats   | Dones |
| ----- | ------- | ----- |
| 0     | 95 o +  | 0     |
| 4     | 90 a 94 | 0     |
| 8     | 85 a 89 | 12    |
| 4     | 80 a 84 | 8     |
| 4     | 75 a 79 | 8     |
| 12    | 70 a 74 | 12    |
| 20    | 65 a 69 | 24    |
| 28    | 60 a 64 | 16    |
| 0     | 55 a 59 | 8     |
| 16    | 50 a 54 | 16    |
| 28    | 45 a 49 | 8     |
| 16    | 40 a 44 | 28    |
| 12    | 35 a 39 | 16    |
| 4     | 30 a 34 | 8     |
| 4     | 25 a 29 | 0     |
| 8     | 20 a 24 | 12    |
| 12    | 15 a 19 | 8     |
| 8     | 10 a 14 | 12    |
| 8     | 5 a 9   | 4     |
| 16    | 0 a 4   | 8     |

## Economia
El 2007 la població en edat de treballar era de 275 persones, 191 eren actives i 84 eren inactives. De les 191 persones actives 170 estaven ocupades (95 homes i 75 dones) i 21 estaven aturades (7 homes i 14 dones). De les 84 persones inactives 44 estaven jubilades, 9 estaven estudiant i 31 estaven classificades com a «altres inactius».

### Ingressos
El 2009 a La Berthenoux hi havia 210 unitats fiscals que integraven 458 persones, la mediana anual d'ingressos fiscals per persona era de 14.388 €.

### Activitats econòmiques
Dels 15 establiments que hi havia el 2007, 3 eren d'empreses de construcció, 3 d'empreses de comerç i reparació d'automòbils, 4 d'empreses de transport, 1 d'una empresa d'hostatgeria i restauració, 3 d'empreses de serveis i 1 d'una empresa classificada com a «altres activitats de serveis».
Dels 4 establiments de servei als particulars que hi havia el 2009, 1 era una oficina de correu, 1 guixaire pintor, 1 electricista i 1 restaurant.
L'any 2000 a La Berthenoux hi havia 51 explotacions agrícoles que ocupaven un total de 2.850 hectàrees.

## Equipaments sanitaris i escolars
El 2009 hi havia una escola maternal integrada dins d'un grup escolar amb les comunes properes formant una escola dispersa.

## Poblacions més properes
El següent diagrama mostra les poblacions més properes.